# Monte Agnèr
Le Monte Agnèr est un sommet des Alpes de 2 872 mètres d'altitude situé dans les Dolomites et en particulier dans le chaînon des Pale, en Italie (Vénétie).

## Géographie
Situé au nord du Pala di San Martino, le Monte Agnèr offre en face nord une des plus hautes parois des Alpes (1 600 m).

## Alpinisme
- 1875 - Première ascension par Cesare Tomé, Tomaso Dal Col et Martino Gnech
- 1921 - Itinéraire en face nord par Francesco Jori, Arturo Andreoletti et Alberto Zanutti
- 1932 - Éperon nord par Celso Gilberti et Oscar Soravito
- 1956 - arête nord en solitaire par Claudio Barbier
- 1967 - Voie directe de la face nord-est par Reinhold Messner, Günther Messner et Sepp Mayerl
- 1968 - Hivernale de l'éperon nord par Reinhold Messner, Günther Messner et Sepp Mayerl
- 1968 - Hivernale de la face nord par Reinhold Messner, Günther Messner et Sepp Mayerl